# Candragupta II il Grande
Candragupta II detto Il Grande (in sanscrito चन्द्रगुप्त विक्रमादित्य, Candragupta Vikramāditya; IV secolo – V secolo) fu uno dei più potenti imperatori dell'impero Gupta nel nord dell'India.
Il suo regno si situa cronologicamente tra il 380 ed il 415, durante il quale raggiunse il suo apice: l'arte, l'architettura e la scultura fiorirono, e lo sviluppo culturale in una regione approssimativamente equivalente all'odierna India raggiunse il suo culmine. Questo periodo della dinastia Gupta è molto spesso indicato come una vera e propria età dell'oro. Chandragupta II era il figlio del sovrano precedente, Samudragupta il Grande. Raggiunse il successo perseguendo alleanze ottenute con una serie di matrimoni e con una politica di espansione aggressiva, ereditata prima dal nonno Chandragupta I e poi dal padre. Re Samudragupta pose poi le basi per la nascita dell'arte classica, che raggiunse un suo apice sotto il dominio di Chandragupta II. Sotto il suo governo, gli artisti erano considerati di così grande valore che venivano persino pagati - un fenomeno raro presso le civiltà antiche.
Tra il 388 ed il 409 d.C. sottomise militarmente il Gujarat, una regione situata a nord di Mumbai, il Saurashtra, regione situata nell'India occidentale, e infine la regione di Malwa, con capitale Ujjain. Culturalmente, il regno di Chandragupta II diede inizio ad una vera e propria Età dell'Oro. Ciò è dimostrato dalla presenza nella sua corte di una cerchia di poeti noto con l'epiteto delle Nove Gemme. Il più grande fra loro era Kālidāsa, che scrisse numerosi pezzi immortali della letteratura indiana tra cui l'Abhijñānaśākuntalam. Vi era tra gli altri Amara Sinha un erudito della lingua sanscrita e l'astronomo-matematico Varāhamihira.

## Nella letteratura
Si conosce molto poco sulla vita di Chandragupta II. I dettagli più accettati sono stati ricostruiti grazie all'opera Devi-Chandraguptam del poeta Vishakadatta. Il testo è andato perduto, ma alcune parti della vita del sovrano indiano sono state conservate in altre opere letterarie, come l'Abhinava-Bharati e il Sringara-prakasha. Vi è anche un'opera araba scritta in Persia, dal titolo Majmūʿ al-tawārīkh (L'insieme delle storie), del XII secolo, che racconta una storia simile, di un re il cui nome sembra essere una deformazione del titolo Vikramaditya.

## Biografia

### Primi anni di vita e l'incoronazione

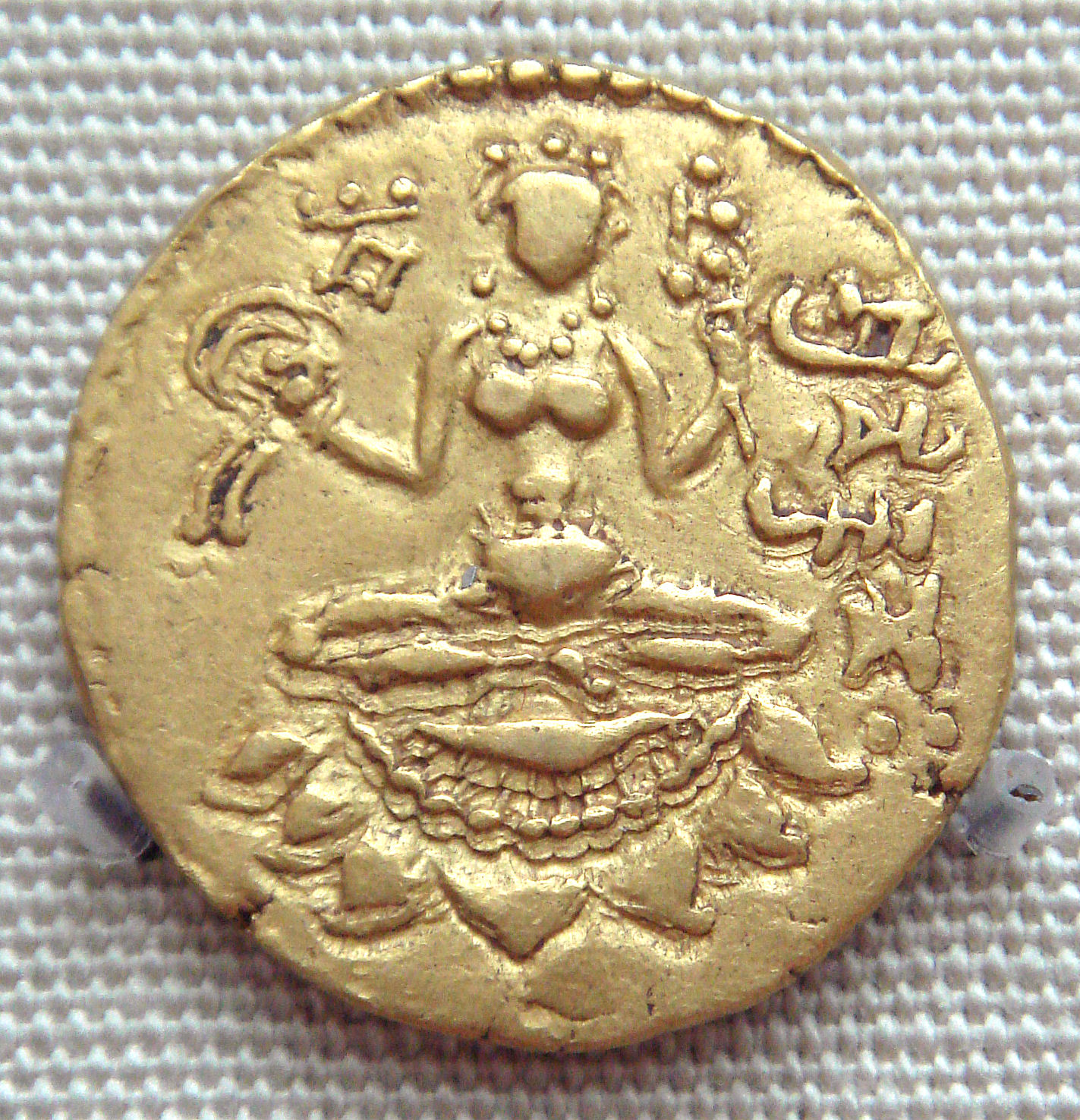
Moneta di Vikramadytia Chandragupta II con il nome del re, 380-415 d.C

La madre di Chandragupta II, Datta Devi, fu moglie e regina di Samudragupta il Grande. Dopo la morte del padre Samudragupta, il figlio maggiore, Ramagupta assunse il trono e sposò con la forza la fidanzata del fratello, Dhruvaswamini. Un frammento tratto dall'opera Natya-Darpana dello scrittore Vishakadatta, racconta che il re Ramagupta, fratello maggiore di Chandragupta II, decise di cedere la regina Dhruvaswamini a Rudrashima III, sovrano  delle Satrapie occidentali, a causa di una sconfitta militare. Per evitare l'ignominia, Ramagupta decise di inviare  una cortigiana amante di Chandragupta II, travestita da regina Dhruvaswamini, ma all'ultimo momento lo stesso Chandragupta II, cambiò il piano e andò lui stesso travestito da regina da Rudrasimha III e lo uccise, come in seguito uccise anche suo fratello Ramagupta. Dhruvaswamini poi convola a nozze con Chandragupta II. Gli storici non sanno ancora quanti gradi di libertà lo scrittore Vishakadatta si è preso in tali racconti, ma è stato storicamente accertato che Dhruvadevi fu effettivamente regina e Chandragupta II re, come è mostrato da un marchio in terracotta del Vaiśālī dove viene citata come regina e da un'iscrizione di Bilsad, che nomina la regina come madre del figlio di Chandragupta, Kumaragupta I.
Chandragupta II e Dhruvadevi sono i protagonisti di un racconto del Vishakadatta dove non viene dato alcun particolare rilievo da parte del drammaturgo al matrimonio di Chandragupta II con sua cognata, nonché vedova. Più tardi gli indù non videro con favore un matrimonio di questo genere, per cui realizzarono veri e propri atti di censura.

### Era di Vakataka-Gupta
L'iscrizione del pilastro di Allahabad menziona il matrimonio di Chandragupta II con la principessa Naga Kuberanaga. Un altro pilastro, recentemente datato al 388 d.C., situato a Mathura mostra dei riferimenti a Chandragupta II. La figlia di Chandragupta avuta da questo matrimonio, ossia la principessa Prabhavatigupta, si sposò con il potente re della dinastia dei Vakataka, Rudrasena II (380-385).

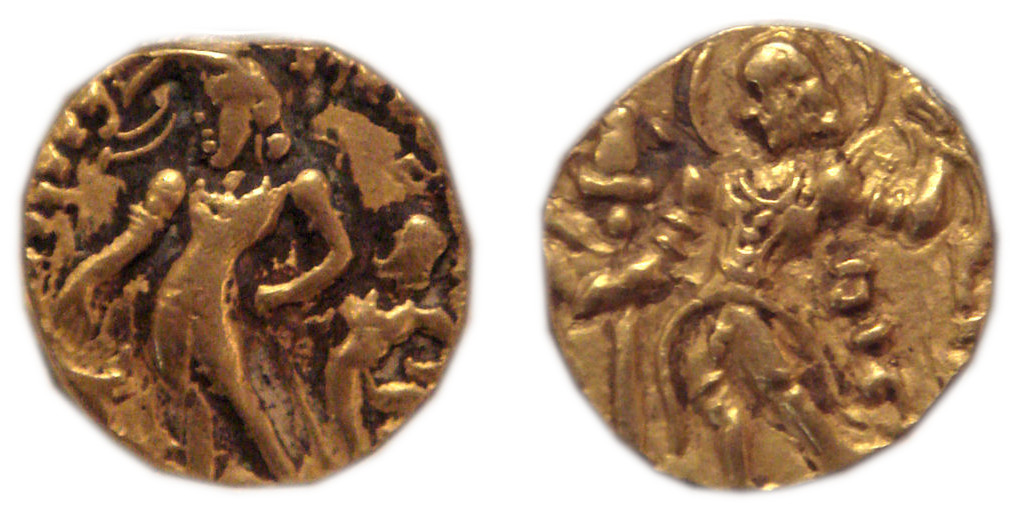
Monete d'oro di Chandragupta II il Grande. Quella a sinistra è la faccia tipo Chhatra, mentre quella a destra è la faccia tipo Archer

 La sua più grande vittoria fu quella sulla dinastia scita delle Satrapie Occidentali con la sconfitta dell'ultimo sovrano del Gujarat, Rudrasimha III e con l'annessione del regno.
Il genero di Chandragupta II, re della dinastia Vakataka Rudrasena II, morì casualmente nel 385 d.C. dopo un regno molto breve, in seguito al quale la regina Prabhavati Gupta (385-405) acquisì la reggenza, per contro dei due figli. In questo periodo il regno Vakataka era praticamente parte del regno dell'Impero Gupta. Grazie alla favorevole posizione geografica del regno Vakataka, Chandragupta II colse l'occasione per sconfiggere, una volta per tutte le satrapie occidentali. Molti storici identificano questo periodo come l'era Vakataka-Gupta
Chandragupta II controllava un vasto impero, dalla foce del Gange alla foce del Fiume Indo e dal Pakistan del nord attuale, fino alla foce del Narmada. Pataliputra continuò ad essere la capitale principale, ma Ujjain divenne una sorta di seconda capitale. Il gran numero di monete d'oro bellissime coniate dalla dinastia Gupta sono una testimonianza della grandezza imperiale del tempo.

### Visita di Faxian
Fǎxiǎn (337- 422 d.C.) fu il primo di tre autorevoli pellegrini cinesi che visitarono l'India dal V al VII secolo d.C., in cerca di conoscenze, manoscritti e cimeli. Giunse in India durante il regno di Chandragupta II, e diede una descrizione generale del nord dell'impero. Tra le altre cose, riferì la totale assenza della pena di morte e si accorse che la maggior parte dei cittadini non consumava cipolle, aglio, carne, e vino.

### Le campagne militari contro le tribù straniere

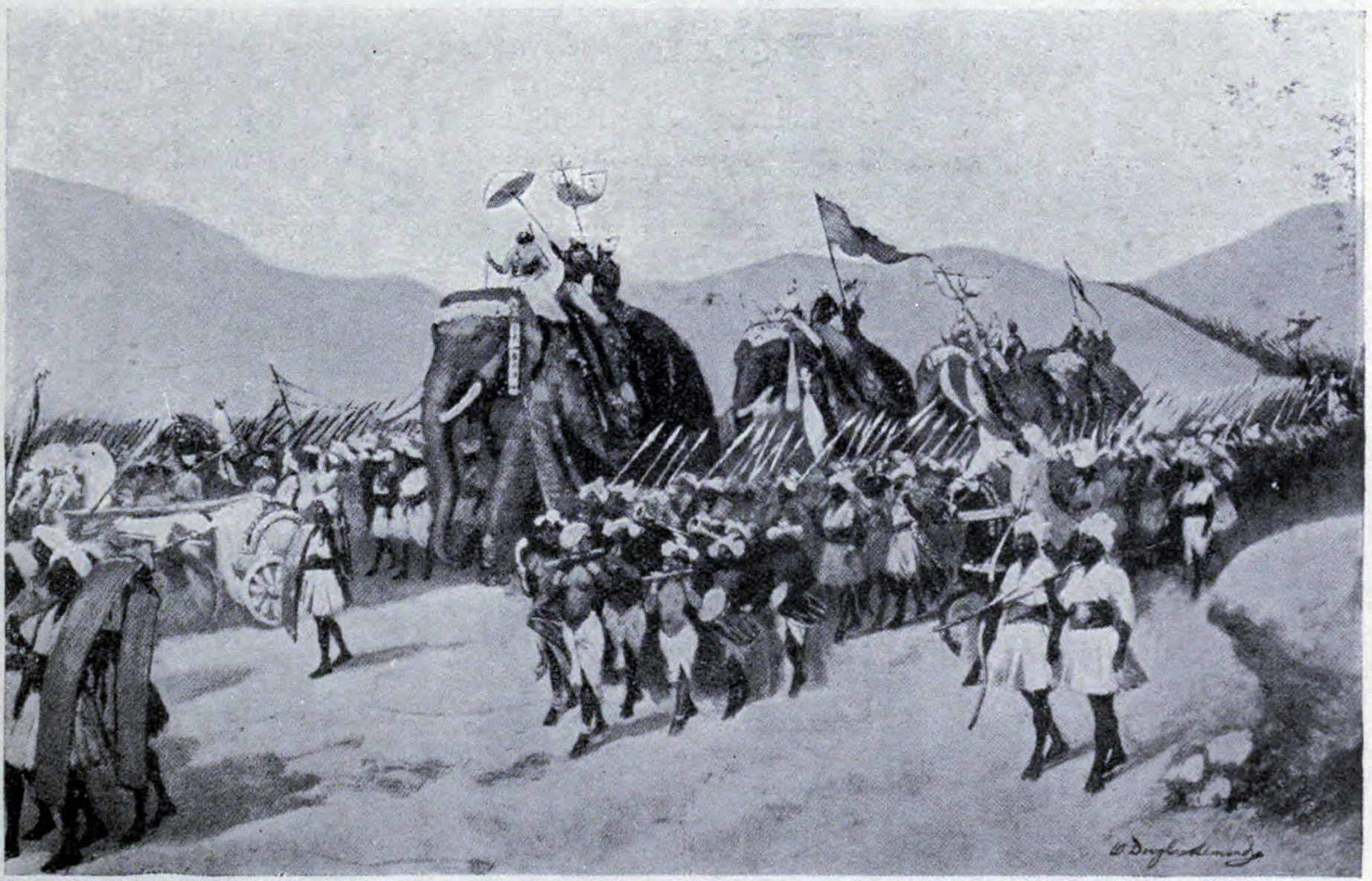
Vikramaditya va in guerra

Nel IV secolo d.C. il poeta Kālidāsa accreditava a Chandragupta Vikramaditya la conquista, tra l'impero e i paesi limitrofi, di ben 21 regni. Dopo aver terminato la sua campagna tra Oriente ed Occidente, il re, procedette verso nord, soggiogando il Parasika, la Persia, gli Hunas e le tribù Kombojas situate a occidente e a oriente delle valli del fiume Oxus. In seguito attraversò l'Himalaya soggiogando e riunendo i regni del Kinnara e del Kiratas.

Nell'opera Brihatkathamanjari dello scrittore del Kashmir Kshmendra si narra che Chandragupta II aveva: 
Le testimonianze storiche e archeologiche suggeriscono che Chandragupta II ottenne successi militari contro le Satrapie occidentali (noti anche come Shakas), che si estendevano nell'India centro-occidentale. È possibile che Samudragupta abbia ridotto le Satrapie occidentali a uno stato di alleanza subordinata e che Chandragupta le abbia completamente sottomesse.
L'iscrizione di Virasena a Udayagiri lo descrive come un residente di Pataliputra e afferma che egli giunse a Udayagiri, nell'India centrale, con il re che cercava di "conquistare il mondo intero". Ciò indica che Chandragupta aveva raggiunto Udayagiri, nell'India centrale, durante una campagna militare. La teoria che Chandragupta abbia condotto un esercito nell'India centrale è corroborata anche dall'iscrizione di Sanchi del 412-413 d.C. circa, che si dice abbia "acquisito vittoria e fama in molte battaglie e il cui sostentamento è stato assicurato servendo Chandragupta". Nell'India centrale è stata scoperta anche un'iscrizione del maharaja Sanakanika, feudatario di Chandragupta, risalente al 401-402 d.C. (anno Gupta 82). L'unica potenza importante che ha governato in questa regione durante il periodo di Chandragupta è stata quella delle Satrapie occidentali, il cui dominio è attestato da una monetazione distinta. Le monete emesse dai governanti delle Satrapie occidentali terminano bruscamente nell'ultimo decennio del IV secolo. Le monete di questo tipo ricompaiono nel secondo decennio del V secolo e sono datate in epoca Gupta, il che suggerisce che Chandragupta abbia sottomesso le Satrapie occidentali.
Il pilastro di ferro di Delhi contiene un'iscrizione di un re chiamato "Chandra". Gli studiosi moderni generalmente identificano questo re con Chandragupta II, anche se ciò non può essere detto con assoluta certezza.
Si sa che era un potente imperatore sovrano e questo si accorda bene con la descrizione che l'iscrizione del pilastro di ferro fa del re Chandra come qualcuno che "ha raggiunto la sola sovranità suprema nel mondo acquisita con il proprio braccio e (goduta) per un tempo molto lungo".
L'iscrizione del pilastro di ferro afferma che l'oceano meridionale è "profumato dalle brezze" delle prodezze di Chandra. Questo potrebbe essere un riferimento all'estensione del dominio Gupta al Mar Arabico da parte di Chandragupta, dopo la conquista del territorio occidentale delle Satrapie occidentali. Il Mar Arabico si trovava a sud dell'impero Gupta e quindi il termine "oceano meridionale" è applicabile in questo contesto.
Se Chandra viene identificato con Chandragupta, sembra che Chandragupta abbia marciato attraverso la regione del Punjab e sia avanzato fino a Balkh, nell'attuale Afghanistan. Alcune brevi iscrizioni sanscrite da Hunza (nell'attuale Pakistan), scritte in caratteri Gupta, menzionano il nome di Chandra. Alcune di queste iscrizioni menzionano anche il nome di Harishena e una particolare iscrizione cita Chandra con l'epiteto Vikramaditya. In base all'identificazione di "Chandra" con Chandragupta e di Harishena con il cortigiano Gupta Harishena, queste iscrizioni possono essere considerate un'ulteriore prova di una campagna militare Gupta nella zona.

### La fine di Chandragupta II
A Chandragupta II successe il secondo figlio Kumaragupta I, nato dalla principessa Mahadevi Dhruvasvamini .

## Religione
Molte monete d'oro e d'argento di Chandragupta, così come le iscrizioni emesse da lui e dai suoi successori, lo descrivono come un parama-bhagvata, cioè un "devoto del dio Visnù". Una delle sue monete d'oro, rinvenuta a Bayana, lo definisce chakra-vikramah, letteralmente "[uno che è] potente [grazie al possesso del] disco", e lo mostra mentre riceve un disco da Visnù.
Un'iscrizione di Udayagiri registra la costruzione di un tempio rupestre Vaishnava da parte del Maharaja Sanakanika, feudatario di Chandragupta, nell'anno 82 dell'era Gupta (401-402 d.C. circa).
Chandragupta era anche tollerante nei confronti di altre fedi. L'iscrizione di Udayagiri del ministro degli Esteri di Chandragupta, Virasena, riporta la costruzione di un tempio dedicato al dio Shambhu (Shiva). Un'iscrizione rinvenuta a Sanchi, vicino a Udayagiri, riporta donazioni al monastero buddista locale da parte del suo ufficiale militare Amrakardava, nell'anno 93 dell'era Gupta (circa 412-413 d.C.).

## Monete e Conio

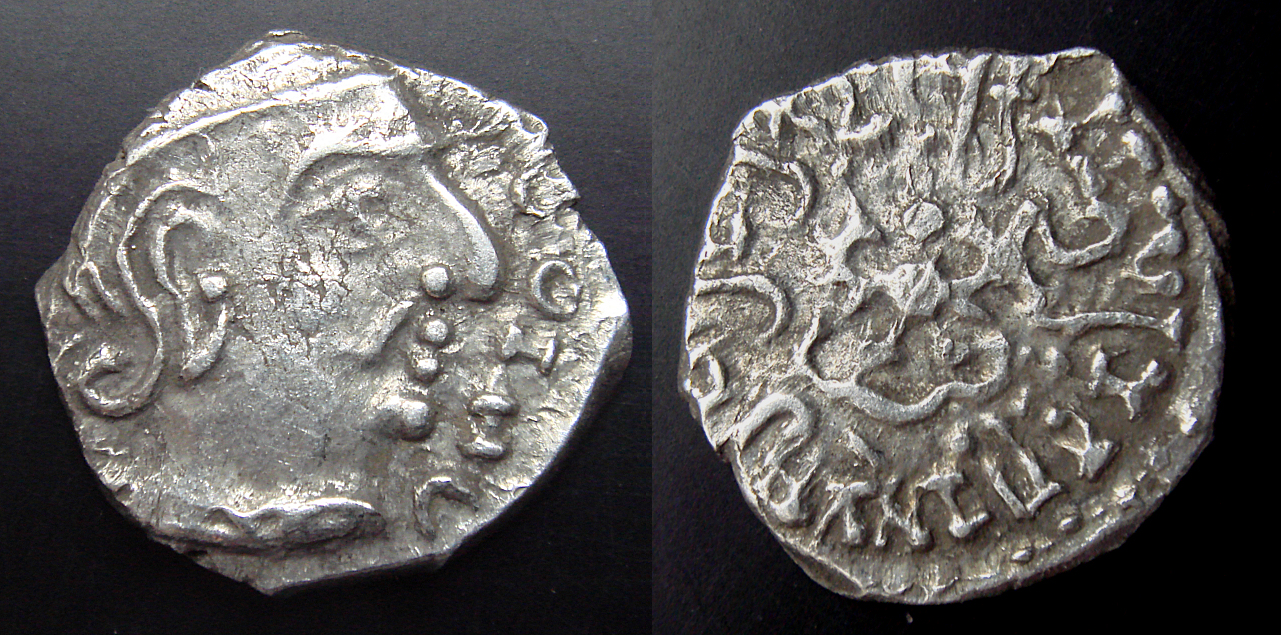
Moneta d'argento di Chandragupta II il Grande, coniate nei suoi territori occidentali, nello stile dei satrapi occidentali. Nella faccia di testa: busto di re, con la scritta in greco OOIHU

.La prova della conquista della regione di Saurastra durante il regno di Chandragupta II si nota nelle sue rare monete d'argento imitate direttamente dalle monete dei satrapi occidentali e conservano alcune tracce delle antiche iscrizioni in caratteri greci, mentre sul retro, sostituiscono il tipo Gupta, un pavone con la chaitya, la mezzaluna e la stella.
La maggior parte degli studiosi si sono resi conto che lo studioso Rapson aveva sbagliato nell'identificare l'uccello centrale in un pavone, al posto della mitica aquila Garuḍa, simbolo dinastico dei Gupta. Per esempio, lo studioso Altekar dice: "... le tre arcate della collina al centro sono sostituite da Garuda, mentre l'insegna imperiale dei Gupta, risulta evidente che dal punto di vista dei precedenti narratori il pavone è chiaramente insostenibile».
Il re Chandragupta ha continuato l'emissione della maggior parte delle monete d'oro introdotte dal padre Samudragupta, come ad esempio lo Scettro (raro per Chandragupta II) e la Tigre-Assassina. Tuttavia, Chandragupta II ha introdotto una serie di nuovi conii, come ad esempio il Cavaliere e il Leone-Assassino, entrambi utilizzati dal figlio Kumaragupta I.
Inoltre, Chandragupta II fu il primo re della dinastia Gupta ad emettere monete d'argento, come quello illustrate a destra. Erano destinate a sostituire la moneta d'argento delle Satrapie occidentali dopo la vittoria di Chandragupta II, modellate sulle monete del regno conquistato. La differenza principale fu di sostituire il simbolo dinastico dei satrapi occidentali (tre archi e una collina) con il simbolo dinastico dei Gupta (la mitica aquila Garuḍa). Inoltre, Chandragupta emesse anche monete di piombo e di rame basate sui modelli dei satrapi occidentali.

## Pilastro di ferro di Delhi

La colonna di ferro di Delhi, eretta da Chandragupta II il Grande

Vicino al Qutb Minar si trova una delle strutture più curiose presenti nella città di Delhi: si tratta di una colonna di ferro risalente al IV secolo, con un'iscrizione in cui si afferma che il pilastro venne eretto in onore del dio Visnù, mentre secondo il poeta Vishakdatta, la colonna venne eretta come ricordo per una memorabile vittoria di Chandragupta II sul popolo dei Vahilakas. Il pilastro evidenzia anche l'alto livello della tecnica metallurgica raggiunta a quel tempo in India. È costituito infatti per il 98% in ferro battuto, da 1.600 anni incredibilmente privo di ruggine o decomposizione. È anche chiamata "Colonna di Ashoka".

## Il Calendario Vikram-Samvat
Il giorno successivo alla festa indù Diwali prende il nome di Padwa o Varshapratipada e segna l'incoronazione del re Vikramaditya, un re indù che regnò nel I secolo a.C.: il nome Vikramaditya è divenuto un titolo che verrà utilizzato successivamente dalla dinastia Gupta, dal re Chandragupta II e fino al XVI secolo dal re Indù Samrat Hem Chandra Vikramaditya. Il calendario Vikram-Samvat inizia dal 57 a.C. e il giorno di Capodanno viene celebrato come in Nepal, dove è il calendario ufficiale.